# Helicosporium pannosum
Helicosporium pannosum är en svampart som först beskrevs av Berk. & M.A. Curtis, och fick sitt nu gällande namn av R.T. Moore 1957. Helicosporium pannosum ingår i släktet Helicosporium och familjen Tubeufiaceae.   Inga underarter finns listade i Catalogue of Life.